# Coppa Europa di tamburello femminile
La Coppa Europa è la massima competizione continentale del tamburello.

## Descrizione
Si disputa annualmente e vi partecipano le migliori squadre di Italia e Francia. Alla fase finale partecipano quattro squadre, due italiane e due francesi. Si disputano semifinali e finale, tutte in gara unica. La fase finale dura due giorni, si svolge solitamente in luglio.
La prima edizione di questo torneo venne disputata nel 2001.
Nel torneo si gioca il tamburello denominato "Open", ovvero il tamburello all'aperto.

## Albo d'oro
| Anno | Campione              | Finalista                | Terzo Posto           | Sede                                   |
| ---- | --------------------- | ------------------------ | --------------------- | -------------------------------------- |
| 2011 | ASD San Paolo d'Argon | TC Cournonsec            | Alegra Settime        | Cazouls-d'Hérault, (Béziers), Francia. |
| 2010 | ASD San Paolo d'Argon | Alegra Settime           | TC Cournonsec         | Callianetto, (Asti), Italia.           |
| 2009 | Alegra Settime        | Sabbionara Trentino Team | TC Cournonsec         | Poussan, (Montpellier), Francia.       |
| 2008 | US Callianetto        | Sabbionara Trentino Team | US Poussan            |                                        |
| 2007 | US Callianetto        | TC Cournonsec            | ASD San Paolo d'Argon | Pignan, (Montpellier), Francia.        |
| 2006 | US Callianetto        | SS Aldeno                | N-D de Londres        |                                        |
| 2005 | US Callianetto        | N-D de Londres           | Florensac             |                                        |
| 2004 | US Chiusano           | N-D de Londres           | Tamburello Arcene     |                                        |
| 2003 | US Chiusano           |                          |                       |                                        |
| 2002 | US Chiusano           |                          |                       |                                        |
| 2001 | N-D de Londres        |                          |                       |                                        |

## Vittorie per squadra
| Vittorie | Club                  |
| -------- | --------------------- |
| 4        | US Callianetto        |
| 3        | US Chiusano           |
| 2        | ASD San Paolo d'Argon |
| 1        | Alegra Settime        |
| 1        | N-D de Londres        |